# Сеть точка-точка
Сеть из точки в точку, соединение точка-точка — простейший вид компьютерной сети, при котором два компьютера соединяются между собой напрямую через коммуникационное оборудование. Достоинством такого вида соединения является простота и дешевизна, недостатком — соединить таким образом можно не более двух компьютеров, в отличие от таких методов передачи данных, как широковещание и точка-многоточка.
Часто используется в случаях, когда необходимо быстро передать информацию с одного компьютера, например, ноутбука, на другой.
Если две точки находятся в непосредственной близости, то связь обычно осуществляется через RS232 или подобный протокол (см. Нуль-модемное соединение).
При соединении на расстоянии используются модемы.
Для соединений точка-точка используются протоколы SLIP, PPP, HDLC и другие.
Современное использование термина «сеть точка-точка» относится к фиксированным точкам беспроводного доступа Интернета или VoIP через радиоволны в многогигагерцевом диапазоне, а также такие технологии, как лазерные телекоммуникации.